# Pterotaea onscura
Pterotaea onscura är en fjärilsart som beskrevs av Frederick H. Rindge 1970. Pterotaea onscura ingår i släktet Pterotaea och familjen mätare. Inga underarter finns listade.